# Powiat Pardubice
Powiat Pardubice (czes. Okres Pardubice) – powiat w Czechach, w kraju pardubickim.
Jego siedziba znajduje się w mieście Pardubice. Powierzchnia powiatu wynosi 888,98 km², zamieszkuje go 159 910 osób (gęstość zaludnienia wynosi 180,08 mieszkańców na 1 km²). Powiat ten liczy 115 miejscowości, w tym 7 miast.
Od 1 stycznia 2003 powiaty nie są już jednostką podziału administracyjnego Czech. Podział na powiaty zachowały jednak sądy, policja i niektóre inne urzędy państwowe. Został on również zachowany dla celów statystycznych.

## Struktura powierzchni
Według danych z 31 grudnia 2003 powiat ma obszar 888,98 km², w tym:
- użytki rolne - 60,23%, w tym 81,85% gruntów ornych
- inne - 39,77%, w tym 63,47% lasów
- liczba gospodarstw rolnych: 521

## Demografia
Dane z 31 grudnia 2003:
| Opis        | Ogółem  | Kobiety      | Mężczyźni    |
| ----------- | ------- | ------------ | ------------ |
| populacja   | 159 910 | 82435 51,55% | 77475 48,45% |
| średni wiek | 39,5    | 41,84        | 38,77        |

- gęstość zaludnienia: 180,08 mieszk./km²
- 71,88% ludności powiatu mieszka w miastach.

## Zatrudnienie
| Mieszkańcy ze stałym zatrudnieniem | 48 568       |
| Średnia pensja miesięczna          | 15 892 koron |
| Bezrobotni                         | 5 861        |
| Stopa bezrobocia                   | 7,17%        |

## Szkolnictwo
W powiecie Pardubice działają:
| Rodzaj szkoły                   | Liczba szkół |
| ------------------------------- | ------------ |
| Przedszkola                     | 80           |
| Szkoły podstawowe               | 54           |
| Gimnazja                        | 5            |
| Szkoły średnie techniczne       | 14           |
| Szkoły średnie ogólnokształcące | 10           |
| Szkoły wyższe                   | 4            |

## Służba zdrowia
| Lekarze                               | 616 |
| Szpitale                              | 3   |
| Specjalistyczne ośrodki terapeutyczne | 2   |
| Gabinety dentystyczne                 | 74  |
| Apteki                                | 49  |

## Miejscowości powiatu
Miejscowości powiatu, miasta wyróżniono pogrubieniem:

- Barchov
- Bezděkov
- Borek
- Brloh
- Břehy
- Bukovina nad Labem
- Bukovina u Přelouče
- Bukovka
- Býšť
- Časy
- Čeperka
- Čepí
- Černá u Bohdanče
- Dašice
- Dolany
- Dolní Roveň
- Dolní Ředice
- Dříteč
- Dubany
- Hlavečník
- Holice
- Holotín
- Horní Jelení
- Horní Ředice
- Hrobice
- Choltice
- Choteč
- Chrtníky
- Chvaletice
- Chvojenec
- Chýšť
- Jankovice
- Jaroslav
- Jedousov
- Jeníkovice
- Jezbořice
- Kasalice
- Kladruby nad Labem
- Kojice
- Kostěnice
- Křičeň
- Kunětice
- Labské Chrčice
- Lány u Dašic
- Lázně Bohdaneč
- Libišany
- Lipoltice
- Litošice
- Malé Výkleky
- Mikulovice
- Mokošín
- Morašice
- Moravany
- Němčice
- Neratov
- Opatovice nad Labem
- Ostřešany
- Ostřetín
- Pardubice
- Plch
- Poběžovice u Holic
- Poběžovice u Přelouče
- Podůlšany
- Pravy
- Přelouč
- Přelovice
- Přepychy
- Ráby
- Rohovládova Bělá
- Rohoznice
- Rokytno
- Rybitví
- Řečany nad Labem
- Selmice
- Semín
- Sezemice
- Slepotice
- Sopřeč
- Sovolusky
- Spojil
- Srch
- Srnojedy
- Staré Hradiště
- Staré Jesenčany
- Staré Ždánice
- Starý Mateřov
- Stéblová
- Stojice
- Strašov
- Svinčany
- Svojšice
- Tetov
- Trnávka
- Trusnov
- Třebosice
- Turkovice
- Uhersko
- Úhřetická Lhota
- Újezd u Přelouče
- Újezd u Sezemic
- Urbanice
- Valy
- Vápno
- Veliny
- Veselí
- Vlčí Habřina
- Voleč
- Vysoké Chvojno
- Vyšehněvice
- Zdechovice
- Žáravice
- Živanice